# 블랙보드 (기업)
블랙보드 주식회사(Blackboard Inc.)는 워싱턴 D.C.에 본사를 가지고 있는 교육 기술 회사이다. 학습 관리 시스템인 블랙보드 런으로 알려져있다.
이 회사의 최고 경영자는 전 SRA 인터내셔널의 사장이자 최고 경영자였던 윌리엄 볼하우스이다. 마이클 체이슨이 떠난 직후인 2012년 10월부터 블랙보드를 이끌었던 제이 바트의 사임 이후 2016년 1월 4일에 그는 회장이자 사장으로 임명되었다. 이 회사는 교육제공자, 기업, 정부 기관을 포함한 고객들에게 교육, 모바일, 소통, 상업적 소프트웨어 및 관련된 서비스를 제공한다. 소프트웨어는  번들소트프웨어로 제공되는 학습, 전달, 참여, 연결, 모바일, 협업, 분석이라는 7개의 플랫폼으로 구성되어있다. 이 회사는 1997년에 기업결합을 통해서 스티븐 길퍼스, 다니엘 케인, 마이클 체이슨, 매튜 피티스키에 의해 설립되었으며 2004년에 주식회사가 되었다. 회사는 2011년에 프로비던스 에쿼티 파트너스가 인수할때까지 정부에 의해 운영되었다. 2014년 1월부터 그것의 소프트웨어와 서비스는 100개국의 대략 17,000개의 학교와 기관에서 사용되고 있다. 미국 대학의 75%와 K-12(유치원부터 고등학교까지의 교육기관)의 절반 이상이 회사의 상품과 서비스를 이용하고 있다. 타임즈 고등교육 평판 평가에 따르면 전세계의 교육 기관의 80%가 블랙보드 도구를 사용한다고 한다.

## 역사

### 초기역사

#### 코스 인포 유한 책임 회사
코스인포는 코넬 대학교의 학생인 스티븐 길퍼스와 다니엘 케인에 의해 설립된 최첨단 소프트웨어 제공기관으로 1996년 후기에 설립되었다. 길퍼스는 코넬대학교의 학생일 때 코스인포에 대한 사업 계획서와 그것의 상호학습네트워크 상품을 작성하였다. 사업 지도자인 길퍼스와 개발 지도자인 케인이 있는 기숙사 창업 회사인 코스인포는 길퍼스의 "코스 관리 시스템"이라고 불리는 인터넷과 네트워크 학습을 위한 혁신적인 새로운 플랫폼을 만들었다. 상품 전략가인 길퍼스와 선두 기술 전문가인 케인은 이미 시장에 적합하다는 것을 확인했고 코넬대, 피츠버그대, 예일의대를 포함한 15개 기관의 클라이언트(서버에 연결된 컴퓨터)를 만들었을 뿐만 아니라 카테고리를 규정하였다. 이 상품은 처음에 매년 FTE(Full Time Equvalent) 라이센싱 모델-전체 학교 배치 기업 모델-로 학교에 판매되었다.

#### 블랙보드 유한 책임 회사
블랙보드 유한책임회사(투자자가 투자액의 한도 내에서 법적 책임을 지는 회사)는  마이클 체이슨과 매튜 피트니스키에 의해 1997년에 설립되었으며 온라인 학습 표준화를 통해 온라인 학습 및 사고를 위한 프로토 타입(본격적인 상품화에 앞서 성능을 검증ㆍ개선하기 위해 핵심 기능만 넣어 제작한 기본 모델)을 개발하는 비영리 IMS 국제 학습 콘소시엄(교육 분야의 기술 발전을 위해 노력하는 국제, 비영리, 회원제 조직)와 계약을 체결한 컨설팅 회사로 시작하였다. 체이슨과 피트니스키는 그들이 같이 회사의 고등 교육 관행의 일부로 일해온 KPMG 컨설팅을 떠난 후에 블랙보드를 시작하였다.

#### 블랙보드 주식회사
1998년, 케인이 적응학습에 대한 회의에서 체이슨을 만난 이후에 길퍼스와 케인은 자금을 조달하고 사업을 확장하기 위해서 코스인포 유한책임회사를 체이슨과 피트니스키의 블랙보드 유한책임회사와 합병하기로 결정하였다. 합병한 회사는 블랙보드 주식회사로 알려진 기업이 되었다. 그들은 코넬 팀이 만든 코스인포 플랫폼을 블랙보드의 코스인포로 바꾸었다; 코스인포 브랜드는 2000년에 없어졌다. 이 회사는 코스인포의 원래 버전인 2주 무료 과정의 연장으로 교사들이 무료로 사용할 수 있는 호스트 버전인 "코스사이트"를 제공했다. 그 신규 회사는 초기 단계 이후, 첫해에 이익을 냈고 1998년에 매출액이 백만달러에 달했다. 다른 초기 제품은 블랙보드 클래스룸과 블랙보드 캠퍼스를 포함하는데 둘 다 기존 플랫폼의 파생제품이다. 2000년에 블랙보드는 아이칼리지/칼리지 엔터프라이지스 주식회사의 캠퍼스 카드를 인수하였고 블랙보드의 포트폴리오에 상업적 기능을 도입하였다.
2006년까지 이 회사의 학습 플랫폼 소프트웨어는 40% 이상의 미국 대학에 의해 사용되었고 전세계적인 시장점유율을 얻게 되었다. 이러한 확장은 초기에 피어슨, 델, 에이오엘, 칼라일 그룹과 노바크 비들 벤처 파트너를 포함한 많은 투자자로부터 벤처자금(벤처 기업에 투자되는 자금)을 통해서 자금 지원을 받았다. 이 당시에 회사는 기업에 팔기 위해서 "코스 관리 시스템"이라는 상품 카테고리를 "학습 관리 시스템"이라는 카테고리로 이름을 바꿨다.
해외로의 확장은 2000년대 초반에 시작하여, 아시아, 호주, 유럽을 포함하게 되었다. 블랙보드는 2004년 6월에 주식시장의 티커 BBBB(증권 시세 표시기)에 의해 기업공개가 되었다. 공모전에서 주식을 매각한 결과 회사의 주식이 7,000만달러가량 증가해 그 해의 두번째로 성공적인 기술 공개가 되었다.

### 기업 확장 및 매수
2006년, 블랙 보드는 그것의 최대 경쟁 업체인 웹CT 주식 회사의 인수를 완료하여 고등 교육 시장의 점유율을 65%에서 75% 사이로 늘렸다. 이후 5년간, 블랙보드 시토스, 커넥트, 모바일, 콜라보레이트 및 애널리틱스를 포함한 일련의 신제품 및 인수에 투자하여 학습 관리 시스템 시장을 넘어섰다.
2011년까지, 이 회사의 제품은 미국 대학의 절반 이상에서 사용되었다. 2011년 7월 1일, 블랙 보드는 프로비던스 에쿼티 파트너스가 이끄는 투자 그룹이 2011년 10월 4일에 완료한 16억 4천만달러의 매수에 동의했다. 매수 이후, 프로비던스 에쿼티 파트너스는 자사의 K-12 학습 시스템인 에들린을 블랙보드와 합병했다. 에들린은 후에 블랙보드 인게이지로 이름이 바뀌었다.
2012년의 테크크런치 기사에 따르면, 블랙보드는 성공에도 불구하고, "교육계에서 가장 미움 받는, 심지어는 혐오 받는 기업"이 되었다. 2011년 12월, 패스트 컴퍼니는 의견 조사 응답자의 93%가 이 회사를 싫어한다고 보고했다.
2017년 9월, 블랙보드는 인도 교육에 대한 시장 확대를 발표하면서 50개 교육 기관과 연계된다는 평가를 받았다.

## 기업운영

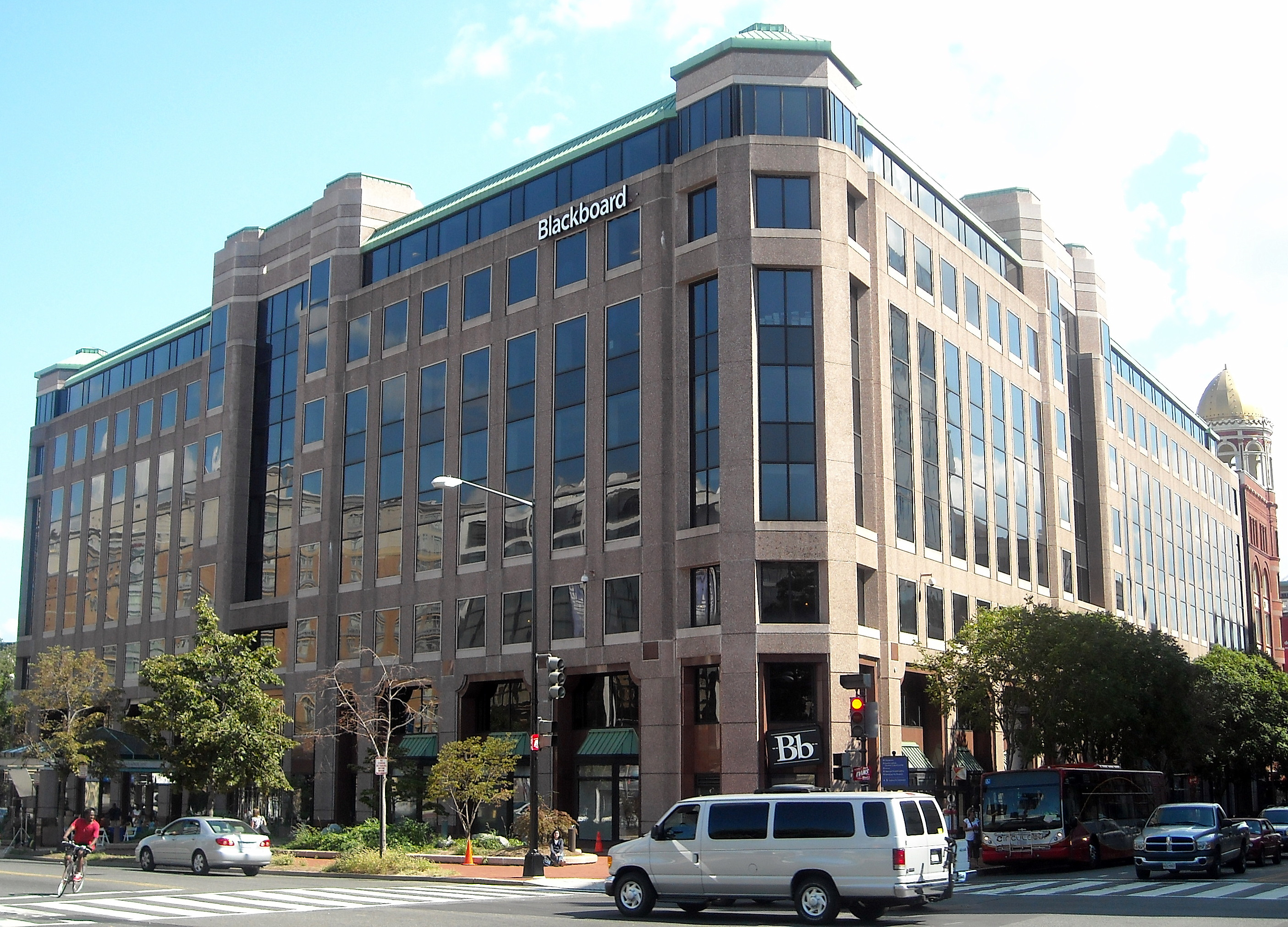
워싱턴 D.C. 매사추세츠주 북서부 650번지에 있는 블랙보드 주식회사의 이전 본사

블랙보드는 이전에 공기업이었지만, 2011년 프로비던스 에쿼티 파트너스에 의한 매각 이후 현재 사기업으로 운영되고 있다. 이 회사의 본사는 워싱턴 D.C.에 있고 아시아, 호주, 유럽 및 북아메리카의 여러군데에 기업이 있다.

## 상품과 서비스

### 블랙보드 런
회사가 제공한 초기 상품은 1998년 처음 이용가능했던 코스 관리 소프트웨어였다. 가장 최근 버전인 블랙보드 런 9.1은 2010년 4월에 발매되었다. 이것은 교육 기관의 가상학습을 위한 학습 시스템, 소통을 위한 커뮤니티 및 포털 시스템, 코스 내용에 대한 중앙 관리를 위한 저작물 관리 시스템, 학생들의 평가 결과를 기록하고 분석하기 위한 학습 시스템을 제공하는 학습 관리 시스템이다.
소프트웨어는 소유권이 있는 것이지만, 개발자들은 시스템의 기능을 확장시킬 수 있고 길퍼스와 피트니스키가 만든 빌딩블록이라고 알려진 소프트웨어와 응용프로그램을 개발함으로써 개개인에 맞춰진 코스 관리와 전달을 만들 수 있다. 그리고 이것은 타사 개발자가 개방형 API 및 웹 서비스를 통해 블랙보드 런을 위한 사용자 지정 및 확장을 만들 수 있다. 2011년, 이 회사는 기존의 코스사이트 강좌를 다시 출시했는데 관리와 지원을 제공하는 블랙보드 런과 협업 소프트웨어의 무료 버전이다.

### 다른 상품
블랙보드 콜라보레이트는 2010년 7월에 만들어졌으며 전문적인 개발과 원격 학습을 위해 K-12 학교와 고등 교육 기관에서 사용되고 있다. 이것은 자바에 의해 쓰여진다. 이 플랫폼은 원격 학습 및 회의를 위해 기업체에서도 사용된다.
이 회사는 테러블리클레버를 인수한 뒤 2009년에 블랙보드 모바일을 출시하였다. 이 플랫폼은 학생들에게 iOS, 안드로이드, 블랙베리, 웹OS 등 응용 소프트웨어를 통해 콘텐츠를 가르치고 학습할 수 있는 접근을 제공한다. 블랙보드 모바일은 학생들이 수업자료에 접근하고 성적을 확인하고 토론에 참여하게 해줄 뿐만아니라 캠퍼스 생활과 서비스에 대한 정보에 접근할 수 있게 해준다.
이 회사는 2008년에 학군과 고등 교육 기관에서 대량의 전화, 문자, 이메일 공지를 보내기 위해 블랙보드 커넥트 서비스를 제공하기 시작했다. 이 서비스는 정기적인 경보 및 알림, 교육이나 강사 공지, 또는 자연 재해와 캠퍼스의 비상사태와 같은 시간에 예민한 정보를 공유하기 위해 학군이나 지역사회에서 사용될 수 있다.

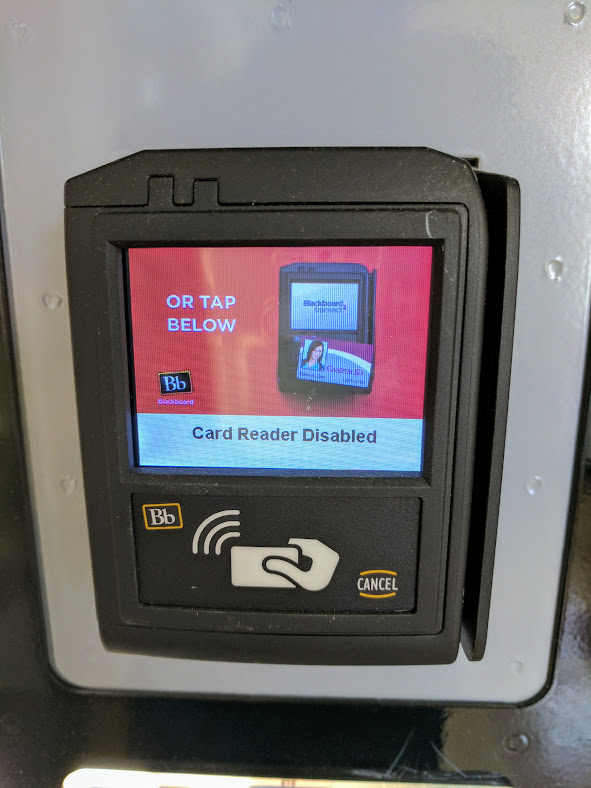
대학교 자동 판매기에 부착된 블랙보드 트랜스액트 카드 결제 장치.

이전 블랙보드 커머스 스위트였던 블랙보드 트랜스액트는 대학교 학생증과 연결된 거래 처리 시스템으로 식사 계획, 자판기, 세탁 서비스, 그리고 거래 시스템을 위한 선불용의 전자 상거래에 사용될 수 있다. 트랜스액트 시스템은 NFC(근거리 무선 통신)와 호환되며 학생증은 비접촉식 기술을 사용한다. 블랙보드 트랜스액트는 또한 학생들이 학교 캠퍼스 카드를 사용하여 물건을 살 수 있게 해주는 캠퍼스 밖의 판매업자를 위한 프로그램을 포함한다.
블랙보드 애널리틱스는 2010년 10월, 회사가 데이터 분석 회사인 아이스트래티지를 인수한 후에 개발되었다.  블랙보드 애널리틱스 플랫폼은 데이터 웨어하우스 및 분석을 위한 시스템이며, 교육 기관이 학생 번호, 수업 일정 및 재무 정보를 분석하는 애플리케이션을 포함한다.  이 플랫폼은 특별히 고등 교육 기관을 위한 기업의 정보를 수집하는 활동을 위한 도구로 만들어졌으며 대학의 학생 정보, 인적 자원 및 금융 정보 시스템의 데이터를 사용한다.

### 서비스
블랙보드의 서비스는 매니지드 호스팅, 플랫폼 컨설팅, 기업 컨설팅, 온라인 프로그램 관리, 교육 및 학생 서비스를 포함한다. 이 회사의 관리형 호스팅 조직은 고객의 IT 인프라와 온라인 학습을 지원하는 웹 호스팅을 제공한다. 회사는 또한 전략적인 컨설팅 그룹을 통해서 서비스를 제공하고 다양한 수준의 컨설팅과 교육을 제공한다. 이 서비스는 고객을 위한 맞춤형 모바일 서비스, 소프트웨어 구현 및 사용에 대한 교육 및 컨설팅을 포함한다.
블랙 보드 학생 서비스는 학생 입학과 입학, 재정 지원, 학생 계좌와 유지를 위한 관리 서비스를 제공한다. 또한 학습 관리 시스템에 대한 학생 및 학부의 IT 및 헬프 데스크 지원도 제공한다.

## 같이 보기
- 가상 학습